# Argyrophis
Argyrophis — рід змій родини сліпунів (Typhlopidae). Представники цього роду мешкають в Південній і Південно-Східній Азії.

## Види
Рід Argyrophis нараховує 12 видів:
- Argyrophis bothriorhynchus (Günther, 1864)
- Argyrophis diardii (Schlegel, 1839)
- Argyrophis fuscus (A.H.A. Duméril, 1851)
- Argyrophis giadinhensis (Bourret, 1937)
- Argyrophis hypsobothrius (F. Werner, 1917)
- Argyrophis klemmeri (Taylor, 1962)
- Argyrophis koshunensis (Ōshima, 1916)
- Argyrophis muelleri (Schlegel, 1839)
- Argyrophis oatesii (Boulenger, 1890)
- Argyrophis roxaneae (Wallach, 2001)
- Argyrophis siamensis (Günther, 1864)
- Argyrophis trangensis (Taylor, 1962)

## Етимологія
Наукова назва роду Argyrophis походить від сполучення слова дав.-гр. αργυρος — срібло і τυφλωψ — сліпун.